# Pavel Brglez
Pavel Brglez, slovenski gospodarstvenik in politik, * 15. april 1939, Sevnica, † 6. september 2023
Osnovno šolo je obiskoval v Sevnici, gimnazijo v Brestanici, diplomiral pa je na Ekonomski fakulteti v Ljubljani. 
Bil je dolgoletni direktor Lesnine in podpredsednik izvršnega sveta mesta Ljubljana. Bil je tudi generalni sekretar stranke DeSUS v času predsednika Karla Erjavca, sekretar Slovenske filantropije, predsednik nadzornega sveta agencije družbe Slovenski državni gozdovi in član strokovnega sveta za zavarovalniški nadzor. 
Je prejemnik nagrade Borisa Kraigherja leta 1988 - danes nagrada GZS.
Pokopan je na Žalah.

## Družina
Bil je oče Andreja in Alje Brglez.